# Reazione di Bartoli
La Reazione di Bartoli, o sintesi dell'indolo di Bartoli, è una reazione chimica fra gli alogenuri di vinil-magnesio e nitro-areni orto-sostituiti, dalla quale si sintetizzano indoli sostituiti.
Scoperta nel 1989 da Giuseppe Bartoli, professore di chimica organica alla Facoltà di Chimica Industriale presso l'Università di Bologna, essa rappresenta la via più breve per produrre indoli sostituiti in posizione 7, via d'accesso per la produzione di molte molecole di interesse industriale come erbicidi, fitofarmaci, prodotti naturali, sensori per bio-elettronica, farmaci. La reazione di Bartoli, fra tutte le reazioni di sintesi degli indoli, è una di quelle più semplici da realizzare, ad alto grado di efficienza, versatile ed a basso costo. La sintesi dell'indolo di Leimgruber-batcho dà la medesima flessibilità e regiospecificità ai derivati dell'indolo, tuttavia un vantaggio della sintesi dell'indolo di Bartoli è la capacità di produrre indoli sostituiti sia sull'anello benzenico che sull'anello pirrolico, il che è difficile da fare con la sintesi Leimgruber-Batcho.

## Meccanismo di reazione
Il meccanismo di reazione è illustrato di seguito usando o-nitrotoluene (1) e il propenil Grignard (2) per formare 3,7-dimetilindolo (13).
Sono necessari tre equivalenti del reattivo di Grignard, uno che formerà il composto carbonilico (6), un altro darà un alchene (11), e il terzo sarà incorporato nell'anello pirrolico.

## Varianti

### Modifica di Dobbs
Adrian Dobbs ha illustrato l'efficacia della reazione di Bartoli usando un arene bromurato in posizione orto, che può essere rimosso successivamente alla formazione dell'indolo con AIBN e idruro di tributilstagno.